# Wacław Stankiewicz

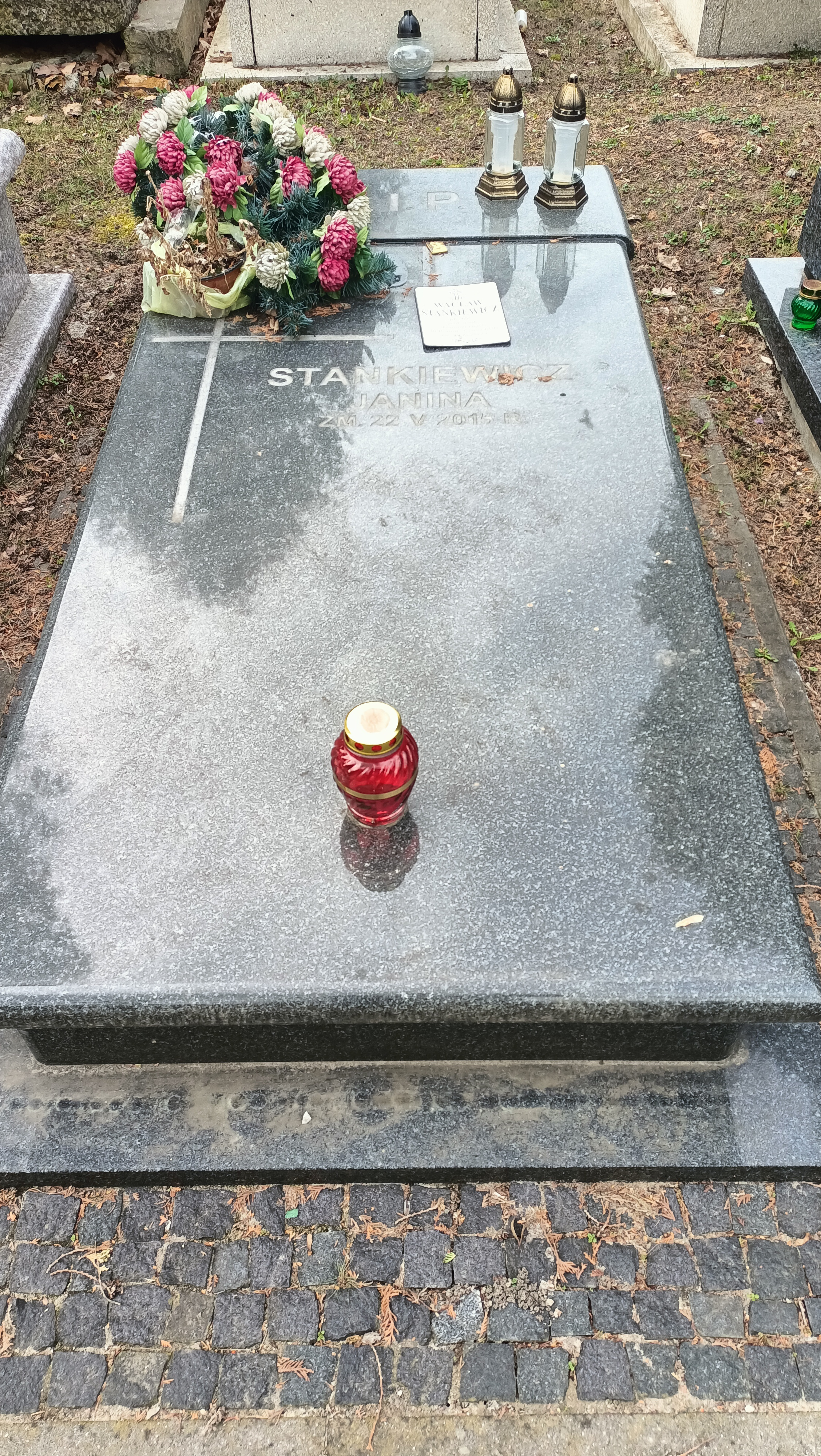
Grób Wacława Stankiewicza na cmentarzu wojskowym na Powązkach

Wacław Stankiewicz (ur. 12 października 1925 w Wilnie, zm. 29 listopada 2022 w Warszawie) – polski ekonomista, pułkownik WP, profesor nauk ekonomicznych.

## Życiorys
W 1943 żołnierz Armii Krajowej. Od 1946 w ludowym Wojsku Polskim. Ukończył Oficerską Szkołę Łączności w Sieradzu. W 1959 roku ukończył studia w Szkole Głównej Planowania i Statystyki w Warszawie. Od 1959 pracownik naukowy Wojskowej Akademii Politycznej, z którą związał całą swoją służbę wojskową. Zajmował kolejno stanowiska asystenta, starszego asystenta, adiunkta (1959–1966), docenta (1966–1972) i profesora (1972–1990). Doktor 1962, doktor habilitowany 1966, profesor nadzwyczajny 1972, profesor zwyczajny nauk ekonomicznych 1982.
1966–1973 kierownik Katedry Ekonomiki i Planowania Obrony, 1973–1985 komendant Wojskowego Instytutu Ekonomicznego, 1985–1990 zastępca komendanta (prorektor) WAP ds. naukowych. Na emeryturę odszedł z chwilą likwidacji WAP w 1990 roku.
Członek PZPR (1948–1990). Wypromował 21 doktorów nauk ekonomicznych.
W latach 1990–1998 cywilny wykładowca ekonomiki wojskowej i logistyki w Akademii Obrony Narodowej. Równolegle od 1991 kierownik Katedry Ekonomii Prywatnej Wyższej Szkoły Businessu, Administracji i Technik Komputerowych.

## Publikacje
Autor ponad 300 prac z dziedziny ekonomiki obrony i historii myśli ekonomicznej, m.in. książek:
- Rozwój angielskiej myśli wojenno-ekonomicznej (1966)
- Logistyka (1968)
- Ekonomika wojenna (1970)
- Socjalistyczna myśl wojenno-ekonomiczna (1972)
- Planowanie obronne. Studium podstaw teoretycznych (1977)
- Historia myśli ekonomicznej (1983, 1987, 1998, 2000, 2007)
- Amerykańska ekonomika wojenna. Studium historyczno-ekonomiczne (1986)
- Nowe trendy we współczesnej logistyce zachodniej, Wyd. AON (1995)
- Konwersja zbrojeń. Oczekiwania i fakty, Dom Wyd. Bellona (1999)
- Ekonomika instytucjonalna. Narodziny i rozwój. Wyd. Prywatnej Wyższej Szkoły Businessu Administracji (2004)
- Ekonomika instytucjonalna. Zarys wykładu, Wyd. Prywatnej Wyższej Szkoły Businessu, Administracji i Technik Komputerowych (2005, wydanie II 2007)

## Odznaczenia i Wyróżnienia
- Doktorat honoris causa Akademii Obrony Narodowej (2014)
- nagroda resortowa MON III stopnia (trzykrotnie – 1965, 1969, 1973)
- nagroda resortowa MON II stopnia (1973)
- Krzyż Oficerski Orderu Odrodzenia Polski
- Krzyż Kawalerski Orderu Odrodzenia Polski
- Krzyż Partyzancki
- Medal Komisji Edukacji Narodowej (1977)[2]
- Odznaka tytułu Zasłużony Nauczyciel PRL
- inne odznaczenia państwowe i resortowe